# Appartamento al Plaza
Appartamento al Plaza è un film del 1971 diretto da Arthur Hiller ispirato ad una commedia in tre atti di Neil Simon del 1968.

## Trama
Il film racconta tre storie ambientate nel lussuoso Hotel Plaza di New York situato là dove la Fifth Avenue incrocia Central Park South. Il protagonista è quell'«autentico prodigio di umorismo che è Walter Matthau» che qui dà prova della sua versatilità d'attore interpretando tre ruoli dal diverso grado di umorismo. Si va da un umorismo amaro e graffiante della prima storia a quello svagato e furbesco della seconda sino a quello pieno e ridanciano della terza.

### Il matrimonio fallito
La prima storia è quella dei Nash, due ricchi coniugi di mezza età che, momentaneamente impossibilitati ad usare la loro casa, hanno preso una suite al Plaza Hotel. L'idea è stata della moglie, Karen, che sente andare in crisi il suo matrimonio e per rinnovare i passati affetti ha pensato, essendo il giorno dell'anniversario di nozze, di prenotare al Plaza la stessa suite dove ha passato la prima notte da sposata.
O almeno questo è quello che lei crede ma in realtà, come le fa notare il marito Sam sopraggiunto, non è quella la data del loro anniversario di matrimonio né è quella la suite dove hanno trascorso la prima notte. Come dice Sam: «La cosa che mi irrita di più è che tu fai anche gli sbagli nel modo sbagliato».
Ma non è per questo che Sam è così lontano e annoiato della moglie: egli sente avanzare la vecchiaia e non è disposto ad accettarla; vuole evadere dalla stanca ed avvilente vita familiare, vuole sentirsi ancora giovane come quando lottava e vinceva per avanzare nella vita: per questo ha preso per amante la sua giovane segretaria di cui crede di essere innamorato.
La moglie ha sopportato i suoi precedenti tradimenti ben sapendo che erano avventure passeggere ma ora non è disposta ad accettare una separazione per una fiammata d'amore senile.
L'incontro tra i due, connotato da un fitto dialogo di graffianti battute, si chiude drammaticamente nel dubbio sulla fine che farà il loro intenso legame fatto di cose piccole e magari meschine ma anche di stima ed affetto stratificato dai lunghi anni trascorsi insieme.

### Il matrimonio tradito
Il secondo racconto vede protagonista un famoso e ricco produttore cinematografico, Jesse Kiplinger, che ha una stanza al Plaza dove tratta i suoi affari. Ha del tempo da spendere in attesa di un importante appuntamento e pensa di impiegarlo alla ricerca di un passatempo femminile. Dopo vari tentativi andati a vuoto trova sulla sua agenda il nome di un'ex compagna di gioventù, Muriel, conosciuta quindici anni prima, che ricorda come bella ed attraente: decide quindi di invitarla per una rimpatriata nella sua camera.
Ma la donna, una piccola borghese di provincia, è ormai sposata e madre di tre figli; benché attirata dal rinnovare la sua conoscenza con l'importante e famoso uomo di cinema sembra ben decisa a resistere alle sue avances.
La tattica del produttore è quella di farla bere e nello stesso tempo raccontarle come non è tutto oro quello che luccica nell'ambiente dello spettacolo e come egli stesso conduca una vita solitaria e priva di affetti. L'espediente lacrimoso però sembra non funzionare sino a quando Jesse casualmente riferisce dei suoi incontri con famosi attori suoi amici. A questo punto cederà ogni resistenza della donna, affascinata dal poter conoscere la vita intima delle stelle di Hollywood.

### Il matrimonio temuto
Nel terzo episodio, sicuramente il più esilarante, si sta per celebrare il ricco sposalizio di Mimsey, figlia di Roy Hubley, un maturo proprietario terriero che assieme a sua moglie e agli invitati ha organizzato il ricevimento in una suite del lussuoso Plaza, da loro affittata.
Veramente il padre della sposa non è soddisfatto dei preparativi: il suo nome è stato stampato errato sulle bustine dei fiammiferi e sui tovagliolini del ricevimento, i membri dell'orchestrina sono meno di quelli prenotati e pagati; l'irritazione giunge al culmine quando la moglie, una donna un po' svanita e succube del marito, gli annuncia che la figlia, senza apparente motivo, si è chiusa nel bagno e sembra decisa a rimanervi dentro. Lei stessa ha tentato di farla uscire battendo grandi colpi sulla porta col risultato di rompersi un prezioso anello.
Intanto gli altri parenti e gli addetti al ricevimento premono per far presto perché si è in ritardo per la cerimonia; Roy cerca allora in ogni modo di parlare con la figlia, rischiando anche l'osso del collo: si avventurerà infatti sul cornicione dell'albergo, proprio mentre infuria un temporale, nel tentativo raggiungere il bagno ed entrare dalla finestra.
Tutto è inutile sino a quando Mimsey farà finalmente entrare il padre confessandogli quindi di non volersi più sposare per paura di ridursi a vivere un matrimonio come quello dei suoi genitori. Roy non può darle torto e sta per arrendersi, quando arriva il promesso sposo che con poche ma decise parole («E datti una smossa!») convincerà la giovane donna a uscire dal bagno e la condurrà all'altare.